# Кинбол

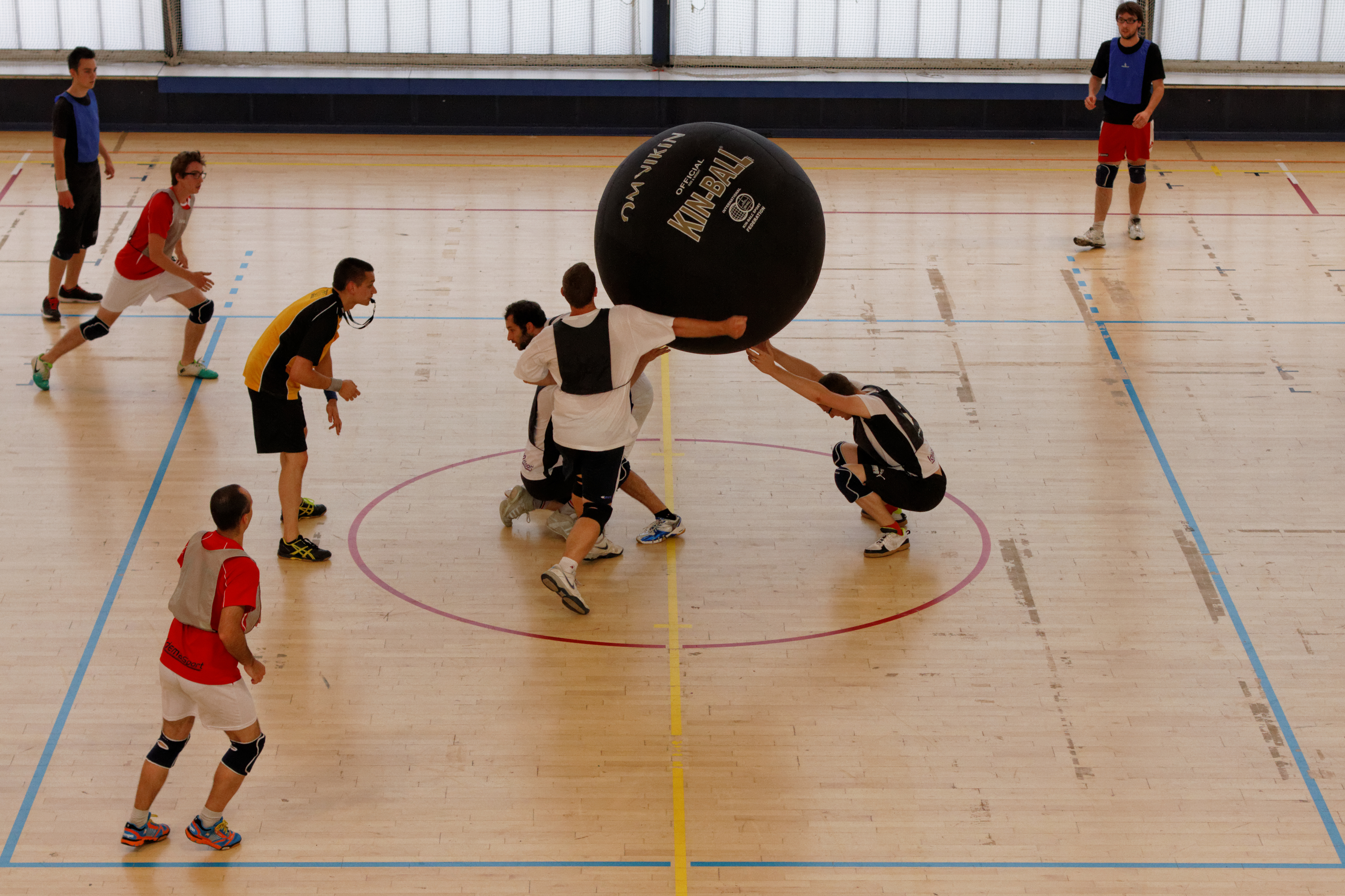
Момент игры в кинбол

Кинбол (Омникин, Kin-Ball) — командная игра с мячом, основной особенностью которой является размер мяча (1,2 м в диаметре). Происходит от слова "kin" - изучение человека в движении. Международная федерация кинбола насчитывает 3,8 миллиона участников, в нее входят спортсмены из Канады, США, Японии, Бельгии, Франции, Швейцарии, Испании, Германии, Дании, Чехии, Малайзии и Китая, всего 14 национальных федераций.

## Правила
Размер площадки для кинбола 20 на 20 метров. Ворота отсутствуют. В игре принимают участие 3 команды (обозначаемые черным, серым и синим цветами) из 4 игроков с 4 сменами. Первая команда подает мяч любой из двух оставшихся команд. 
Когда игра начинается, трое игроков приседают и держат мяч над головами, а четвертый игрок ударяет по мячу, который нужно послать как можно дальше так, чтобы соперникам было трудно его поймать. 
Команда, владеющая мячом, является атакующей командой, при этом она назначает защищающуюся команду, называя их цвет с объявления "Omnikin!", за которым следует цвет другой команды. После обозначения мяч должен быть отбит частью тела выше бедер, в то время как все остальные члены атакующей команды касаются мяча. 
Если обороняющаяся команда способна успешно контролировать мяч, она становится атакующей командой. 
Игра обычно проводится до тех пор, пока одна команда не выиграет три периода. Каждый период занимает от 7 до 15 минут с перерывом в 1 минуту. В начале каждой трети мяч вводится в игру из центра поля. Когда первая команда набирает 11 очков за период, команда с наименьшим количеством очков должна покинуть площадку, а оставшиеся две команды играют до тех пор, пока одна команда не наберет 13 очков. 
Игрок может совершить серию фолов во время матча: 
- Неспособность поймать мяч до касания им земли.
- Удар по мячу за пределы поля или выход за пределы поля при касании мяча.
- Владение мячом после того, как третий игрок касается мяча во время игры.
- Удар по мячу с нисходящей траекторией.
- Попадание мяча менее чем на 1,8 метра.
- Ошибка во время объявления цвета (неправильный цвет)
- Наличие более 1 игрока в радиусе 1,8 метра во время удара.
- Намеренное вмешательство в игру защищающегося игрока.

Всякий раз, когда одна команда совершает фол, две другие команды получают по 1 очку каждая. Таким образом, команды с более низким уровнем мастерства остаются в игре до тех пор, пока они не совершат слишком много собственных фолов подряд.

## История
Игра была изобретена в 1986 г. в Квебеке, Канада в 1986 году профессором физкультуры Марио Демерсом 
Кубки мира проводятся с 2001 г., победителем, в основном, становились канадские кинболисты, популярными соревнованиями являются также Европейский и Азиатский кубок.